# Slag bij Saint-Mihiel

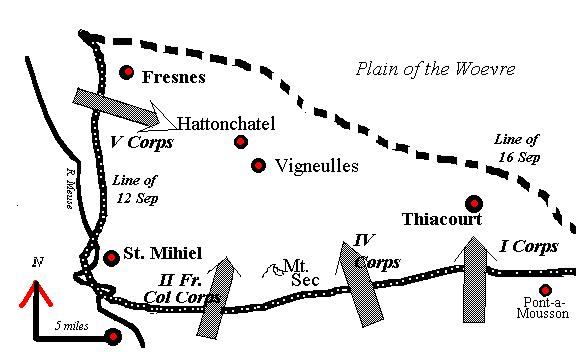
Kaart van het strijdgebied

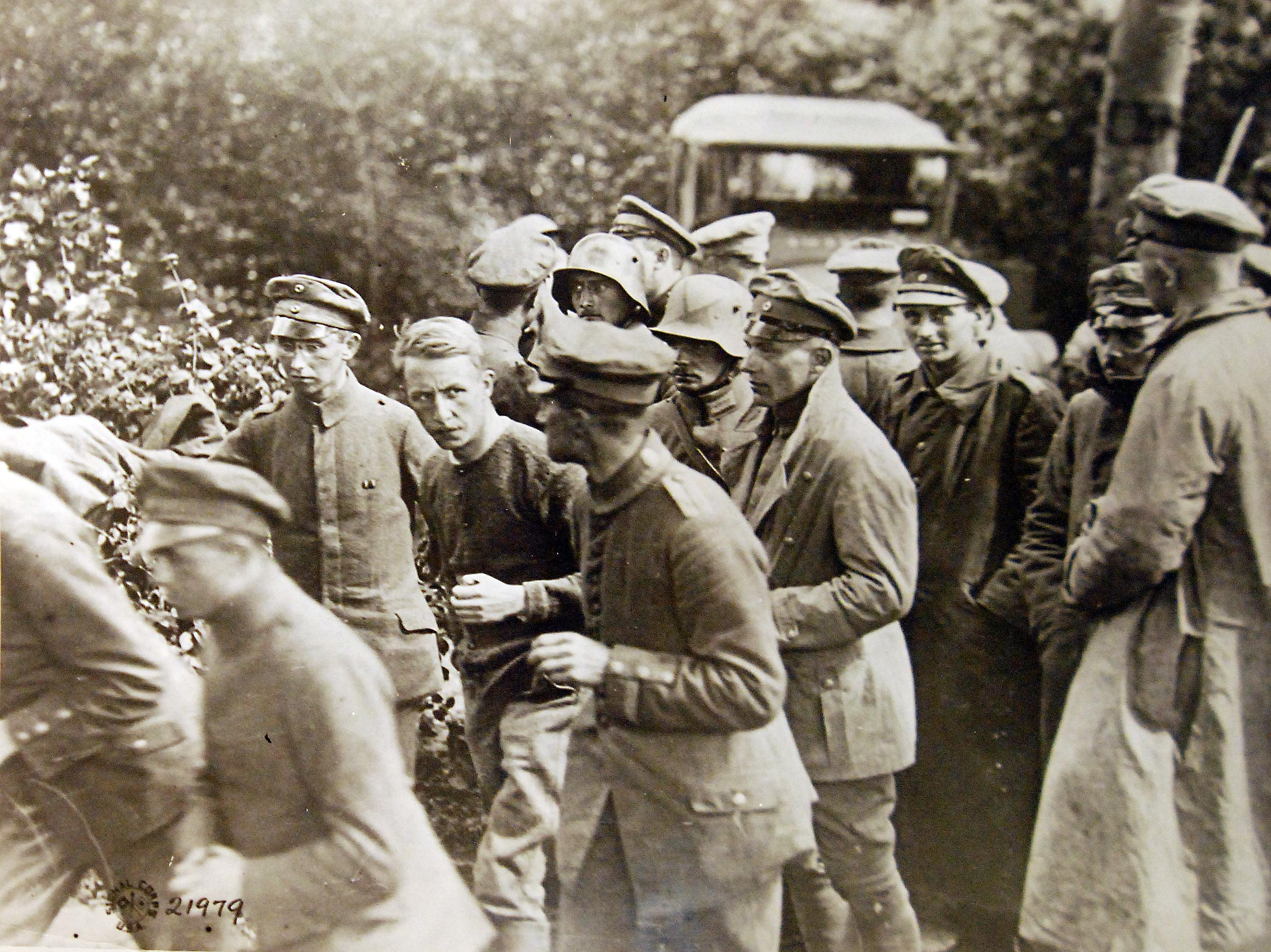
Gevangen genomen Duitse officieren

De Slag bij Saint-Mihiel was een veldslag die tussen 12 september tot 15 september 1918 werd uitgevochten tussen Duitse troepen enerzijds en aanvallende Amerikaanse en Franse troepen anderzijds. Het was een deel van het Honderddagenoffensief aan het einde van de Eerste Wereldoorlog.
Het stadje Saint-Mihiel ligt aan de Maas in Lotharingen Het was sinds september 1914, kort na het begin van de oorlog, door de Duitsers bezet en vormde toen een uitstekend punt in de frontlijn : het saillant van Saint-Mihiel. Pas na vier jaar ondernamen de geallieerden een aanval op dit gebied.
De aanval was gepland door de Amerikaanse generaal John J. Pershing. Hij wilde de terugtrekkende Duitsers onder generaal Georg von der Marwitz aanvallen zolang hun artillerie niet opnieuw geïnstalleerd was. De Amerikanen hoopten door te breken en de vestingstad Metz te veroveren. De Amerikaanse luchtmacht, toen nog de United States Army Air Service kreeg in het offensief een belangrijke rol.
De 10 Duitse divisies van het Ve Leger en een Oostenrijks-Hongaarse divisie werden aangevallen door 14 divisies van het American Expeditionary Forces, 14 divisies met 550.000 man en 4 Franse divisies met 48.000 man. De geallieerden zetten 3000 stukken geschut, 1481 vliegtuigen en 419 tanks in.
De geallieerden verloren 7000 man, de Duitsers en Oostenrijkers betreurden 2000 doden en 5500 gewonden. Ongeveer 15000 Duitsers en Oostenrijkers werden gevangengenomen en zij verspeelden 450 kanonnen.
Het offensief was een gedeeltelijk succes; de Duitsers werden teruggeworpen maar zij konden zich weer ingraven. De Amerikanen konden niet doorbreken tot Metz.
Redenen voor het Amerikaanse succes waren de goede voorbereiding, de geoefende manschappen, de gedetailleerde opdrachten van Pershing, de coördinatie van de drie rijen diep optrekkende tanks en de infanterieaanval en de strijdlust van de initiatiefrijke Amerikaanse officieren die hun mannen in het gevecht voorgingen. Onder de uitmuntende officieren was Kolonel George Patton die later generaal zou worden.
De Amerikanen eerden hun veteranen met een gesp met de vermelding "St-Mihiel". Deze mocht op het lint van hun Overwinningsmedaille worden gedragen.